# 아르다한주

아르다한주의 위치

아르다한주(튀르키예어: Ardahan ili)는 튀르키예 북동부에 위치한 주로, 동아나톨리아 지역에 속한다. 주도는 아르다한이며 면적은 5,661km2, 인구는 119,172명(2006년 기준), 자동차 번호는 75번, 시외전화 지역번호는 0478번이다. 1993년까지는 카르스주의 일부로 남아 있었다.
남쪽으로는 카르스주, 남서쪽으로는 에르주룸주, 서쪽으로는 아르트빈주와 접하고 있고 북쪽과 동쪽으로는 조지아와 국경을 접한다. 6개 군을 관할한다.